# Enderleinellus malaysianus
Enderleinellus malaysianus är en insektsart som beskrevs av Ferris 1920. Enderleinellus malaysianus ingår i släktet Enderleinellus och familjen ekorrlöss. Inga underarter finns listade i Catalogue of Life.